# Кубок Мітропи 1932
Шостий розіграш кубка Мітропи, що проводився з 10 червня по 17 липня 1932 року. У змаганні брали участь вісім команд із чотирьох країн: Австрії, Італії, Угорщини і Чехословаччини. Переможцем став італійський клуб «Болонья». Для команди це був перший фінал, як і загалом це був перший успіх італійських команд у турнірі. Найкращим бомбардиром змагань став гравець «Ювентусу» Ренато Чезаріні — п'ять забитих м'ячів.
Всі команди кваліфікувалися до участі у Кубку, як переможці і срібні призери національних першостей. Так Італію представляли чемпіон країни «Ювентус» і віце-чемпіон «Болонья», Австрію — чемпіон «Адміра» і віце-чемпіон «Ферст Вієнна», Чехословаччину — чемпіон «Спарта» і віце-чемпіон «Славія», Угорщину — чемпіон «Ференцварош» і віце-чемпіон «Уйпешт».
У зв'язку з заворушеннями у півфінальному матчі «Ювентус» (Турин) — «Славія» (Прага) обидві команди були дискваліфіковані з турніру, тому фінальний матч не проводився. «Болонья» отримала кубок автоматично, як переможець другого півфінального матчу.

## Чвертьфінали
| Команда 1      | Заг. | Команда 2       | 1-й матч | 2-й матч |
| -------------- | ---- | --------------- | -------- | -------- |
| Болонья        | 5:3  | Спарта (Прага)  | 5:0      | 0:3      |
| Славія (Прага) | 3:1  | Адміра (Відень) | 3:0      | 0:1      |
| Ферст (Відень) | 6:4  | Уйпешт          | 5:3      | 1:1      |
| Ювентус        | 7:3  | Ференцварош     | 4:0      | 3:3      |

| 1/4 перший матч 10.06.1932 | «Болонья»                                         | 5:0 | «Спарта» (Прага) | Болонья                                                             |  |
| | 2' Регуццоні 16' 20' Маїні 43' Ск'явіо 68' Бальді |     |                  | Стадіон: «Літторале» Глядачі: 22 000 Суддя: Адольф Майзль (Австрія) |  |
| Болонья: Джанні — Мондзельйо, Гаспері — Монтесанто, Бальді, Мартеллі — Маїні, Сансоне, Ск'явіо(к), Федулло, Регуццоні, тренер: Й.Надь Спарта: Ледвіна — Бургр(к), Пернер — Коштялек, Кноблох-Маделон, Србек — Подразіл, Сильний, Брен, Неєдлий, Соколарж, тренер: Гоєр |                                                   |     |                  |                                                                     |  |

| 1/4 другий матч 28.06.1932 | «Спарта» (Прага)                                | 3:0 (3:5 заг.) | «Болонья» | Прага                                                       |  |
| | 33' (пен.) Неєдлий 34' (аг) Донаті 62' Подразіл |                |           | Стадіон: Летна Глядачі: 16 000 Суддя: Ойген Браун (Австрія) |  |
| Спарта: Немець — Бургр, Чтиржокий — Коштялек, Пешек(к), Србек — Подразіл, Пелчнер, Брен, Неєдлий, Фабера, тренер: Гоєр Болонья: Джанні — Мондзельйо, Гаспері — Донаті, Монтесанто(к), Мартеллі — Маїні, Сансоне, Оттані, Федулло, Регуццоні, тренер: Й.Надь |                                                 |                |           |                                                             |  |

| 1/4 перший матч 18.06.1932 | «Славія» (Прага)              | 3:0  | «Адміра» (Відень) | Прага                                                        |  |
| | 32' 77' Свобода 72' Копецький | звіт |                   | Стадіон: Летна Глядачі: 22 000 Суддя: Ференц Клюг (Угорщина) |  |
| Славія: Планічка — Женишек(к), Фіала — Водічка, Чамбал, Черницький — Юнек, Свобода, Соботка, Копецький, Пуч, тренер: Слоуп Адміра: Церер — Павлічек, Янда — Солдатич, Урбанек, Кліма — Факко, Л.Фогль, Ганеманн, Шалль, А.Фогль(к), тренер: Сколаут |                               |      |                   |                                                              |  |

| 1/4 другий матч 26.06.1932 | «Адміра» (Відень) | 1:0 (1:3 заг.) | «Славія» (Прага) | Відень                                                             |  |
| | 64' Л.Фогль       | звіт           |                  | Стадіон: Пратер Глядачі: 30 000 Суддя: Ріналдо Барлассіна (Італія) |  |
| Адміра: Церер — Павлічек, Янда — Солдатич, Урбанек, Кліма — Факко, Л.Фогль, Ганеманн, Шалль, А.Фогль(к), тренер: Сколаут Славія: Планічка — Женишек(к), Фіала — Водічка, Чамбал, Черницький — Юнек, Свобода, Соботка, Копецький, Пуч, тренер: Слоуп |                   |                |                  |                                                                    |  |

| 1/4 перший матч 25.06.1932 | «Ферст Вієнна»                                  | 5:3  | «Уйпешт» (Будапешт)   | Відень                                                              |  |
| | 11' 30' 90' Шенветтер 60' Адельбрехт 83' Тегель | звіт | 14' 18' Явор 35' Сабо | Стадіон: Гоге Варте Глядачі: 12 000 Суддя: Камілло Каїроні (Італія) |  |
| Вієнна: Горешовський — Райнер, Блум(к) — Каллер, Гофманн, Шмаус — Брозенбауер, Адельбрехт, Гшвайдль, Тегель, Шенветтер, тренер: Фрітум Уйпешт: Хубер — Кеваго, Й.Фогль(к) — Боршаньї, Шарош, Салаї — Штрек, Авар, Явор, Кіш, Г.Сабо тренер: Баняї |                                                 |      |                       |                                                                     |  |

| 1/4 другий матч 29.06.1932 | «Уйпешт» (Будапешт) | 1:1 (4:6 заг.) | «Ферст Вієнна»  | Будапешт                                                                       |  |
| | 38' Авар            | звіт           | 40' Брозенбауер | Стадіон: Хунгарія керут Глядачі: 8 000 Суддя: Богумил Женишек (Чехословаччина) |  |
| Уйпешт: Хубер — Кеваго, Лігеті — Боршаньї, Шарош, Салаї — Штрек, Авар, Явор, Шпітц, Г.Сабо(к) тренер: Баняї Вієнна: Горешовський — Райнер, Блум(к) — Маху, Гофманн, Шмаус — Брозенбауер, Адельбрехт, Гшвайдль, Тегель, Шенветтер, тренер: Фрітум |                     |                |                 |                                                                                |  |

| 1/4 перший матч 25.06.1932 | «Ювентус» (Турин)                         | 4:0        | «Ференцварош» (Будапешт) | Турин                                                                            |  |
| | 14' Орсі 44' 56' Чезаріні 59' Сернаджотто | (протокол) |                          | Стадіон: Корсо Марсілья Глядачі: 12 000 Суддя: Франтішек Цейнар (Чехословаччина) |  |
| Ювентус: Комбі (к) — Розетта, Калігаріс — М.Варльєн, Монті, Бертоліні — Сернаджотто, Чезаріні, Веккіна, Феррарі, Орсі, тренер: Карло Каркано Ференцварош: Хада — Г.Такач, Кораньї — Ліка, Шароші (к), Лазар — Танкош, Й.Такач, Турай, Тольді, Кохут, тренер: Блум |                                           |            |                          |                                                                                  |  |

| 1/4 другий матч 3.07.1932 | «Ференцварош» (Будапешт)                | 3:3 (3:7 заг.) | «Ювентус» (Турин)         | Будапешт                                                      |  |
| | 15' (пен.) 18' (пен.) 80' (пен.) Шароші | (протокол)     | 25' Орсі 30' 65' Чезаріні | Стадіон: Іллеї Ут Глядачі: 9 000 Суддя: Ойген Браун (Австрія) |  |
| Ференцварош: Хада — Г.Такач, Кораньї — Ліка, Шароші (к), Лазар — Танкош, Й.Такач, Турай, Тольді, Кохут, тренер: Блум Ювентус: Комбі (к) — Розетта, Калігаріс — М.Варльєн, Монті, Бертоліні — Сернаджотто, Чезаріні, Веккіна, Феррарі, Орсі, тренер: Каркано |                                         |                |                           |                                                               |  |

## Півфінали
| Команда 1      | Заг. | Команда 2      | 1-й матч | 2-й матч |
| -------------- | ---- | -------------- | -------- | -------- |
| Славія (Прага) | —    | Ювентус        | 4:0      | 0:2      |
| Болонья        | 2:1  | Ферст (Відень) | 2:0      | 0:1      |

| 1/2 перший матч 6.07.1932 | «Славія» (Прага)                               | 4:0        | «Ювентус» (Турин) | Прага                                                       |  |
| | 25' 37' Копецький 29' Свобода 81' (пен.) Фіала | (протокол) |                   | Стадіон: Летна Глядачі: 30 000 Суддя: Ойген Браун (Австрія) |  |
| Славія: Планічка — Женишек (к), Фіала — Водічка, Чамбал, Черницький — Юнек, Свобода, Соботка, Копецький, Пуч, тренер: Слоуп Ювентус: Комбі (к) — Розетта, Калігаріс — М.Варльєн, Монті, Бертоліні — Сернаджотто, Чезаріні, Веккіна, Феррарі, Орсі, тренер: Каркано |                                                |            |                   |                                                             |  |

| 1/2 другий матч 10.07.1932 | «Ювентус» (Турин)            | 2:0*       | «Славія» (Прага) | Турин                                                                |  |
| | 15' Чезаріні 41' (пен.) Орсі | (протокол) |                  | Стадіон: Корсо Марсілья Глядачі: 18 000 Суддя: Адольф Майц (Австрія) |  |
| Ювентус: Комбі (к) — Розетта, Калігаріс — М.Варльєн, Монті, Бертоліні — Сернаджотто, Чезаріні, Веккіна, Феррарі, Орсі, тренер: Каркано Славія: Планічка — Женишек (к), Фіала — Водічка, Чамбал, Черницький — Юнек, Свобода, Соботка, Копецький, Пуч, тренер: Слоуп Матч зупинено на 46-й хвилині |                              |            |                  |                                                                      |  |

- матч перерваний на 46-й хвилині

Вже перший матч між «Славією» і «Ювентусом» вийшов скандальним. Команди грали грубо, матч переривався на бійки і з'ясовування стосунків з залученням поліції. Врешті-решт матч вдалося дограти. По його закінченні італійська преса нагнітала ситуацію, обзиваючи чеських футболістів і закликаючи до реваншу. Передбачалося, що у матчі відповіді також можуть бути провокації, тому на гру було залучено велику кількість поліції і військових. Італійські вболівальники з перших хвилин поєдинку у Турині почали кидати на поле каміння, а кожен доторк м'яча гравцями «Славії» супроводжувався огульним свистом на стадіоні. Об штангу воротаря гостей розбилася чорнильниця, яку метнули з трибуни. На близько 46-й хвилині (початок другого тайму) у воротаря празького клубу Франтішека Планічку потрапив великий камінь. Планічка впав і не міг отямитися не стільки від болю, скільки від шоку. Футболісти і тренери «Славії» вирішили не продовжувати гру і залишили поле під наглядом поліції. На полі залишилися італійські гравці, які перебували серед розбурханий трибун. Італійський футболіст Каліґаріс навіть атакував чехословацького радіокоментатора Йозефа Лауфера, чию радіобудку охороняли двоє військових.
За регламентом турніру «Славії», яка зійшла з поля, мали зарахувати технічну поразку 0:3, яка однаково виводила команду у фінал. Представники клубів пропонували переграти матчі на нейтральному полі. Та комітет Кубку Мітропа на зустрічі у Клагенфурті вирішив дискваліфікувати обидві команди. Таким чином переможець другого півфінального двобою автоматично був оголошений переможцем розіграшу.

## Перший півфінальний матч
| 10 липня 1932 |

| «Болонья»             | 2 — 0 | «Ферст Вієнна» |
| --------------------- | ----- | -------------- |
| 60' Маїні 89' Сансоне | звіт  |                |

| «Стадіо Літторале», Болонья Глядачів: 18,000 Арбітр: Франтішек Цейнар (Чехословаччина) |

| «Болонья»  |                    |
|            |                    |
| ВР         | Маріо Джанні       |
| ЗХ         | Еральдо Мондзельйо |
| ЗХ         | Феліче Гаспері     |
| ПЗ         | Маріо Монтесанто   |
| ПЗ         | Гастоне Бальді     |
| ПЗ         | Гастоне Мартеллі   |
| НП         | Бруно Маїні        |
| НП         | Рафаель Сансоне    |
| НП         | Анджело Ск'явіо    |
| НП         | Франсиско Федулло  |
| НП         | Карло Регуццоні    |
| Тренер:    |                    |
| Йожеф Надь |                    |

| «Ферст Вієнна»   |                   |
|                  |                   |
| ВР               | Карл Горешовський |
| ЗХ               | Карл Райнер       |
| ЗХ               | Йозеф Блум        |
| ПЗ               | Отто Каллер       |
| ПЗ               | Леопольд Гофманн  |
| ПЗ               | Віллібальд Шмаус  |
| НП               | Антон Бросенбауер |
| НП               | Йозеф Адельбрехт  |
| НП               | Фрідріх Гшвайдль  |
| НП               | Густав Тегель     |
| НП               | Франц Шенветтер   |
| Тренер:          |                   |
| Фердінанд Фрітум |                   |

## Другий півфінальний матч
| 17 липня 1932 |

| «Ферст Вієнна»       | 1 — 0 | «Болонья» |
| -------------------- | ----- | --------- |
| 13' (пен.) Шенветтер | звіт  |           |

| «Гоге Варте», Відень Глядачів: 15,000 Арбітр: Рене Мерсе (Швейцарія) |

| «Ферст Вієнна»   |                   |
|                  |                   |
| ВР               | Карл Горешовський |
| ЗХ               | Карл Райнер       |
| ЗХ               | Йозеф Блум        |
| ПЗ               | Отто Каллер       |
| ПЗ               | Леопольд Гофманн  |
| ПЗ               | Леонард Маху      |
| НП               | Антон Брозенбауер |
| НП               | Йозеф Адельбрехт  |
| НП               | Фрідріх Гшвайдль  |
| НП               | Густав Тегель     |
| НП               | Франц Шенветтер   |
| Тренер:          |                   |
| Фердинанд Фрітум |                   |

| «Болонья»  |                    |
|            |                    |
| ВР         | Маріо Джанні       |
| ЗХ         | Еральдо Мондзельйо |
| ЗХ         | Феліче Гаспері     |
| ПЗ         | Маріо Монтесанто   |
| ПЗ         | Гастоне Бальді     |
| ПЗ         | Гастоне Мартеллі   |
| НП         | Бруно Маїні        |
| НП         | Рафаель Сансоне    |
| НП         | Анджело Ск'явіо    |
| НП         | Франсиско Федулло  |
| НП         | Карло Регуццоні    |
| Тренер:    |                    |
| Йожеф Надь |                    |

- На 7-й хвилині Йозеф Блум не забив пенальті

## Чемпіони
| «Болонья»: Воротар: Маріо Джанні (4). Захисники: Еральдо Мондзельйо (4), Феліче Гаспері (4). Півзахисники: Маріо Монтесанто (4), Гастоне Мартеллі (4), Гастоне Бальді (3,1), Альдо Донаті (1). Нападники: Бруно Маїні (4.3), Рафаель Сансоне (4,1), Франсиско Федулло (4), Карло Регуццоні (4,1), Анджело Ск'явіо (3,1), Джерардо Оттані (1). Тренер: Йожеф Надь. |

## Найкращі бомбардири
| Місце | Гравець             | Матчі | Голи | Команда                  |
| ----- | ------------------- | ----- | ---- | ------------------------ |
| 1     | Ренато Чезаріні     | 4     | 5    | «Ювентус» (Турин)        |
| 2     | Франц Шенветтер     | 4     | 4    | «Ферст Вієнна»           |
| 3     | Дьордь Шароші       | 2     | 3    | «Ференцварош» (Будапешт) |
| 3     | Властиміл Копецький | 4     | 3    | «Славія» (Прага)         |
| 3     | Бруно Маїні         | 4     | 3    | «Болонья»                |
| 3     | Раймундо Орсі       | 4     | 3    | «Ювентус» (Турин)        |
| 3     | Франтішек Свобода   | 4     | 3    | «Славія» (Прага)         |